# Izydor Kunat
Izydor Kunat (ur. 3 stycznia 1917, zm. 3 sierpnia 1981) – polski działacz komunistyczny, w latach 1947–1948 I sekretarz Komitetu Wojewódzkiego PPR w Białymstoku.

## Życiorys
Był członkiem Polskiej Partii Robotniczej, przekształconej w 1948 w Polską Zjednoczoną Partię Robotniczą. Do 1947 zajmował stanowisko drugiego sekretarza Komitetu Wojewódzkiego PPR w Białymstoku, a od 5 czerwca 1947 do 5 marca 1948 czasowo był I sekretarzem po dymisji Mieczysława Bodalskiego. Następnie powrócił do pełnienia funkcji drugiego sekretarza (do kongresu zjednoczeniowego w grudniu 1948). Później był sekretarzem Komitetu Wojewódzkiego PZPR w Gdańsku, w 1954 wybrany do tamtejszej Wojewódzkiej Rady Narodowej. Na fali odwilży październikowej i rozliczeń z partyjnymi stalinistami (m.in. Janem Truszem) pod koniec października 1956 zrezygnował ze stanowiska sekretarza Komitetu Wojewódzkiego i wyjechał z województwa. W latach 1964–1968 kierował gdańską delegaturą Najwyższej Izby Kontroli.
Został pochowany na Cmentarzu Komunalnym w Sopocie.